# Estádio Jan Breydel
O Estádio Jan Breydel é um estádio localizado em Bruges, na Bélgica.
Inaugurado em 1975, passou por ampla reforma em 1998 para sediar a Eurocopa de 2000, tendo capacidade para 30.000 torcedores.
É a casa dos times de futebol Club Brugge K.V. e Cercle Brugge K.S.V..
O nome é um homenagem a Jan Breydel, um dos hérois da Batalha de Courtrai, de 1302, garantindo a vitória das milícias flamencas contra o Rei Filipe IV de França.

## Jogos da Eurocopa de 2000
- 11 de Junho: Grupo A -  França 3 - 0  Dinamarca

- 16 de Junho: Grupo A -  Tchéquia 1 - 2  França

- 21 de Junho: Grupo C -  Iugoslávia 3 - 4  Espanha

- 25 de Junho: Quartas de Final -  Espanha 1 - 2  França